# لجأة خضراء
اللجأة الخضراء أو السلحفاة الخضراء أحد أنواع السلاحف التي تعيش في مياه البحار. تبيض الأنثى في المتوسط حوالي 100 بيضة وتدفنها في الرمال. وقد تبدو السلحفاة الحضراء أثناء وجودها على الشاطئ وكأنها تبكي أو كأن عيناها تدمعان، وفي واقع الأمر هي لا تبكي وإنما تتخلص من الملح الزائد في جسمها عن طريق طرحه على شكل دموع خارج العين.

## مناطق تواجدها

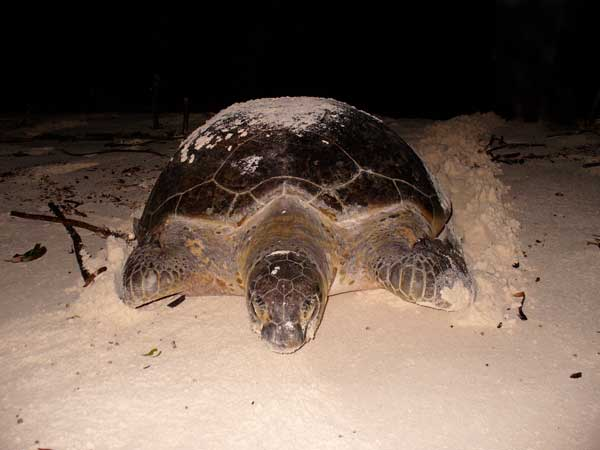
سلحفاة متجهة لوضع البيض

- تستوطن نحو 20,000 سلحفاة بحرية على الشواطئ العمانية وتأتي إناث هذه المخلوقات الرقيقة من البحر إلى الشاطئ في فترات محددة كل عام لوضع البيض وتقوم بدفنه بمهارة في الرمال، ويتوافد المعجبون بها إلى الشواطئ في الساعات الأولى من الصباح لمشاهدة عملية تفقيس البيض وخروج الصغار إلى البحر وإلى الحياة.
- تعاني السلاحف من تناقص أعدادها لسببين هما: الإنسان والطيور، فتلوث البحار والمفترس الأول للسلاحف الخضراء يقضيان عليها.

## الوصف
- مظهرها، صورة نمطية للسلاحف البحرية، لديها هيئة تناسب البحار والمحيطات ولديها منقار متوسط، رقبة قصيرة، مكيفة جيدا للسباحة. كبار السلاحف الخضراء تنمو إلى 1.5 متر (5 أقدام) لفترة طويلة. في حين أن الأفراد الذين تم القاء القبض عليها وصلت إلى أوزان

تصل إلى 315 كيلوغراما، ومتوسط وزن الأفراد البالغة حوالى 200 كيلوغرام.السطح الظهري للسلحفاة رأس لديها زوج واحد من جداول الفص الجبهي.ليس لديها الا مخلب واحد تشق به طريقها وتدافع عن نفسها. تتميز بخطوط فوق رأسها جميلة وكثيرة.
الغذاء

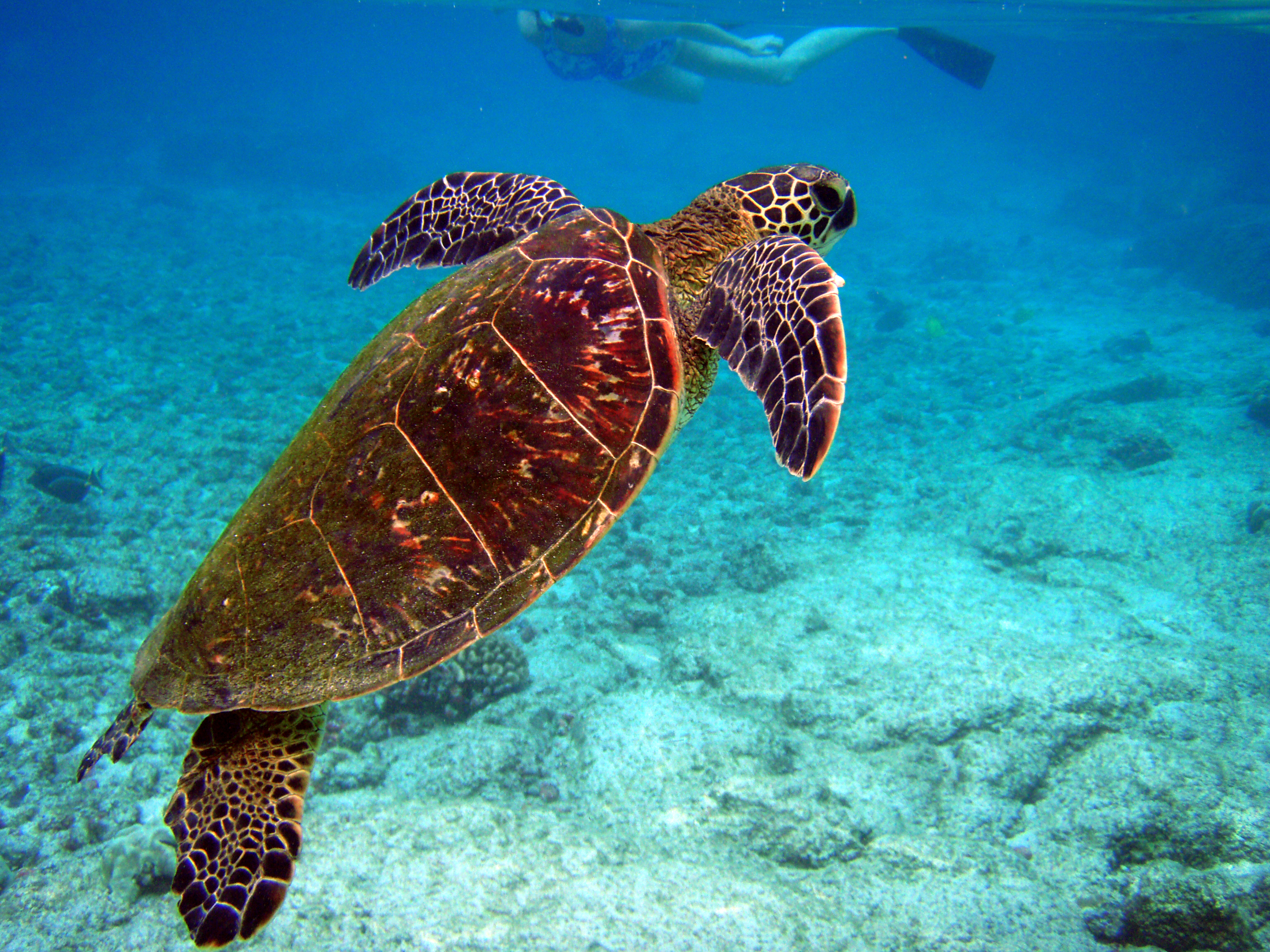
سلحفاة خضراء تسبح في البحار

- هذه السلاحف هو في المقام الأول لاحم، أنه يأكل اللافقاريات الصغيرة وبيض الأسماك. ثم أنه يغذي بشكل حصري تقريبا على الطحالب والأعشاب البحرية. هذا النظام الغذائي من المفترض ان يعطي اللون الأخضر إلى لحمه. فإنه يمكن أيضا أكل بعض الرخويات والإسفنج. صغار السلاحف لا تتغذى على الحوم حتى بلوغ 5 سنوات.

منطقة الاستراحة
- السلاحف الناضجة يقضون معظم وقتهم في المياه الساحلية الضحلة مع الحشائش البحرية الخصبة التي تعتبر غذائها الرئيسي. البالغين يجتمعون في الخلجان الشاطئية، ولا تهاجر الا للبحث عن الطعام أو التعشيش.

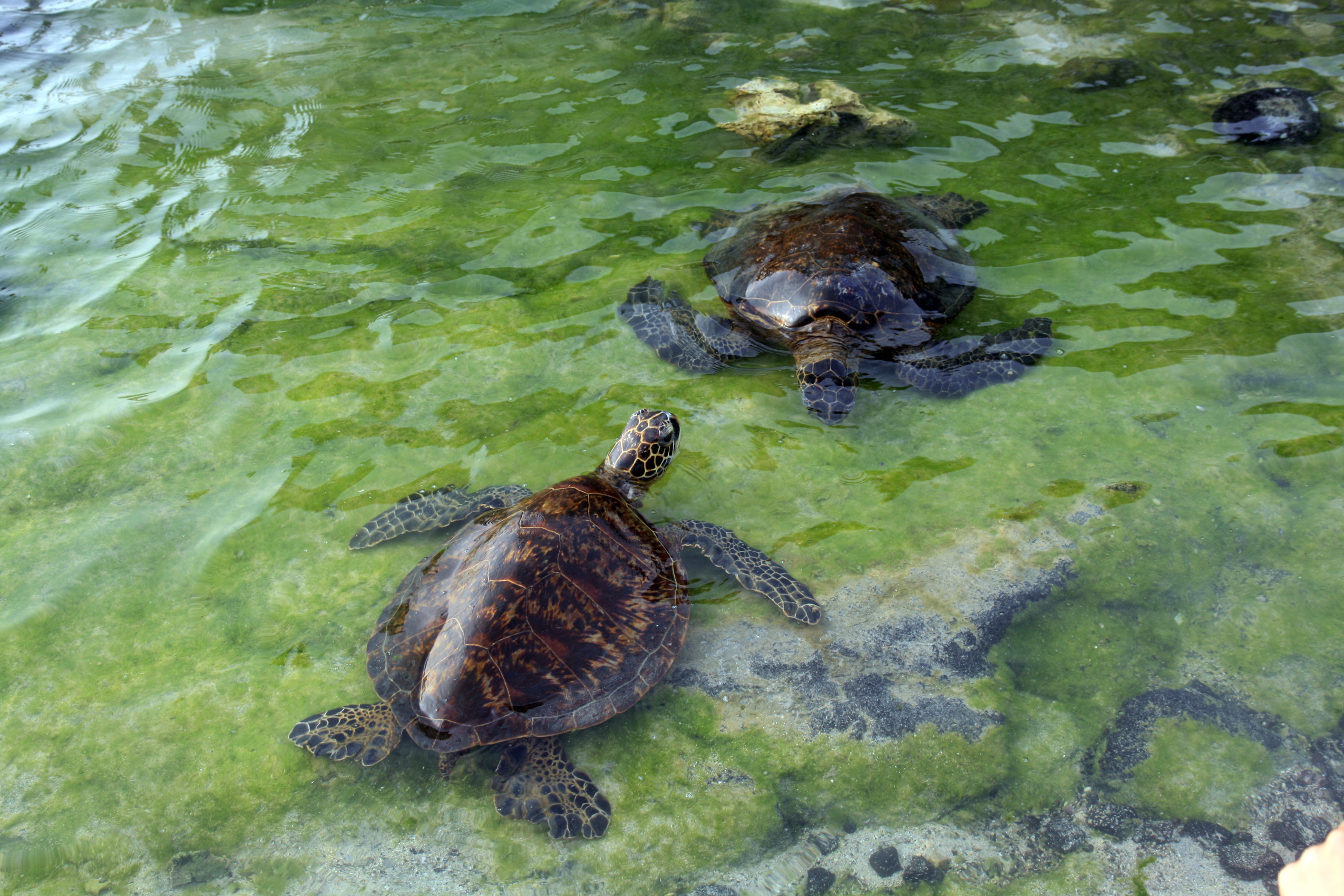
سلاحف خضراء في المياء الضحلة

- السلاحف البحرية تقضي معظم وخلال السنوات الخمس الأولى في مناطق التقائية داخل المحيطات المفتوحة، وصغار السلاحف نادرا ما ينظر إليها على أنها تسبح في المياه العميقة في أعالي البحار.

المفترسون
- فقط البشر وأسماك القرش الكبيرة تتغذى على البالغين على وجه التحديد، وأسماك القرش النمر تصطادها في مياه هاواي. تتعرض صغار السلحفاة الجديدة إلى حد كبير للافتراس من الحيوانات المفترسة، بما في ذلك السرطانات وصغار الثدييات البحرية والطيور الساحلية.

## تاريخياً
- تاريخياً السلاحف الجلدية كانت تستخدم في صنع حقائب اليد خاصة في هاواي. الصين القديمة كانت تنظر إلى لحم السلاحف البحرية شهي الطهي، والدهون والغضاريف وسعت بوصفها مكونات لصنع حساء السلاحف.

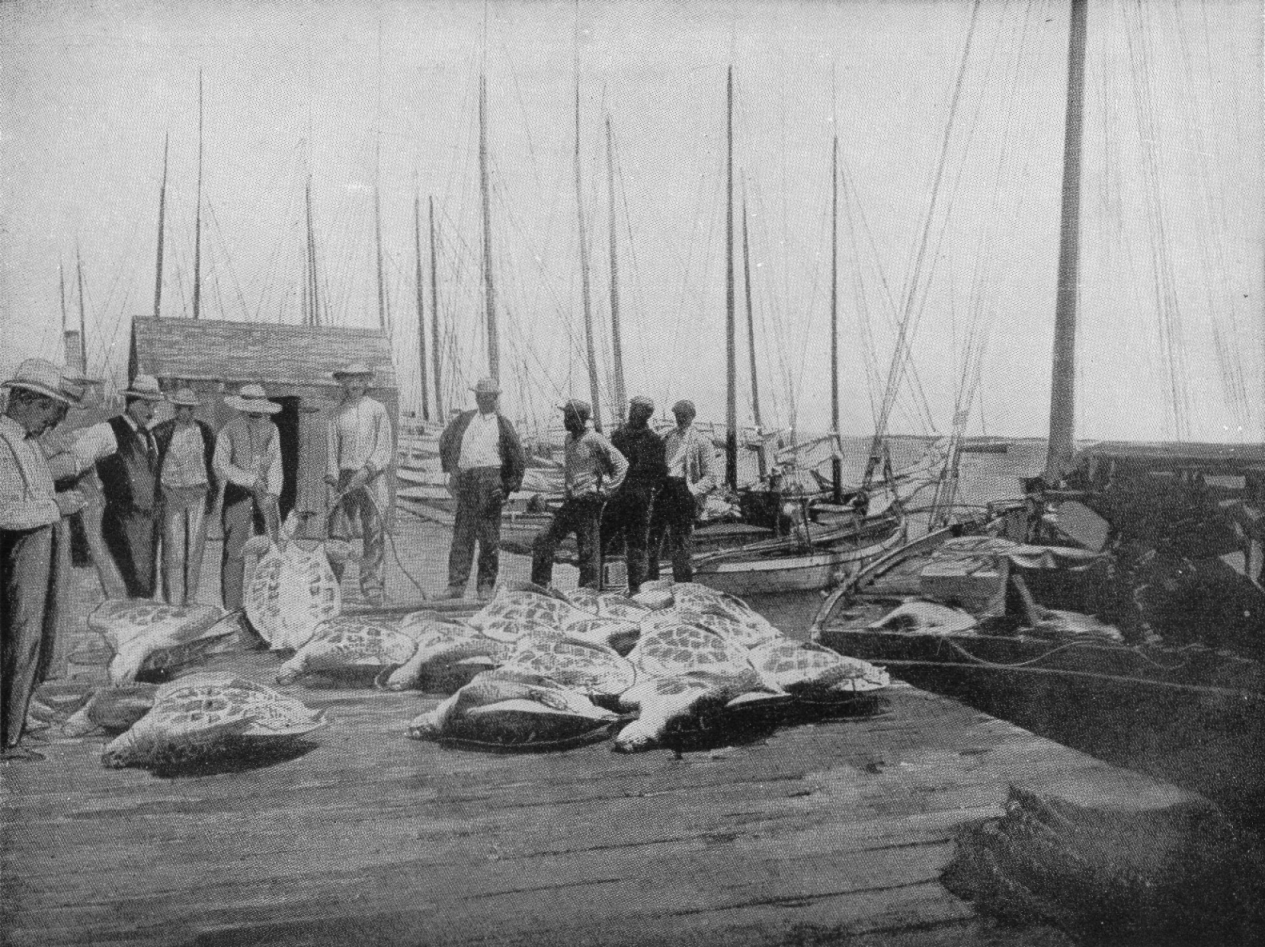
صيد السلاحف في فلوريدا

- في بلدان مثل الهند والصين والسلاحف هو مقدس، وفقاً لفاستو، وعلم التنجيم وفنغ شوي. تضع السلاحف البحرية في حوض للماء أو في منزل واحد لضمان حياة الأسرة والقضاء على الطاقات السلبية من المنزل.
- في جاوة، إندونيسيا، بيض السلاحف البحرية كانت وجبة شهية شعبية. ومع ذلك، فإن لحمها كان يعتبر حرام أو «غير نظيف» وفقاً للقانون الإسلامي (الإسلام هو الدين الرئيسي الجاوي). في بالي، لحوم السلاحف كان سمة بارزة في الأعياد والاحتفالات الدينية. السلاحف كانت تحصد في أبعد مناطق من الارخبيل الإندونيسي. بالي تم استيراد السلاحف البحرية منذ 1950.
- المزارع التجارية مثل مزرعة سلاحف كايمان في جزر الهند الغربية ولدت مرة واحدة للبيع التجاري. المزارع الذي وصل إلى 100,000 السلاحف في وقت واحد. عندما أغلقت الأسواق والمزارع أصبحت من مناطق الجذب السياحي.

## الحفظ

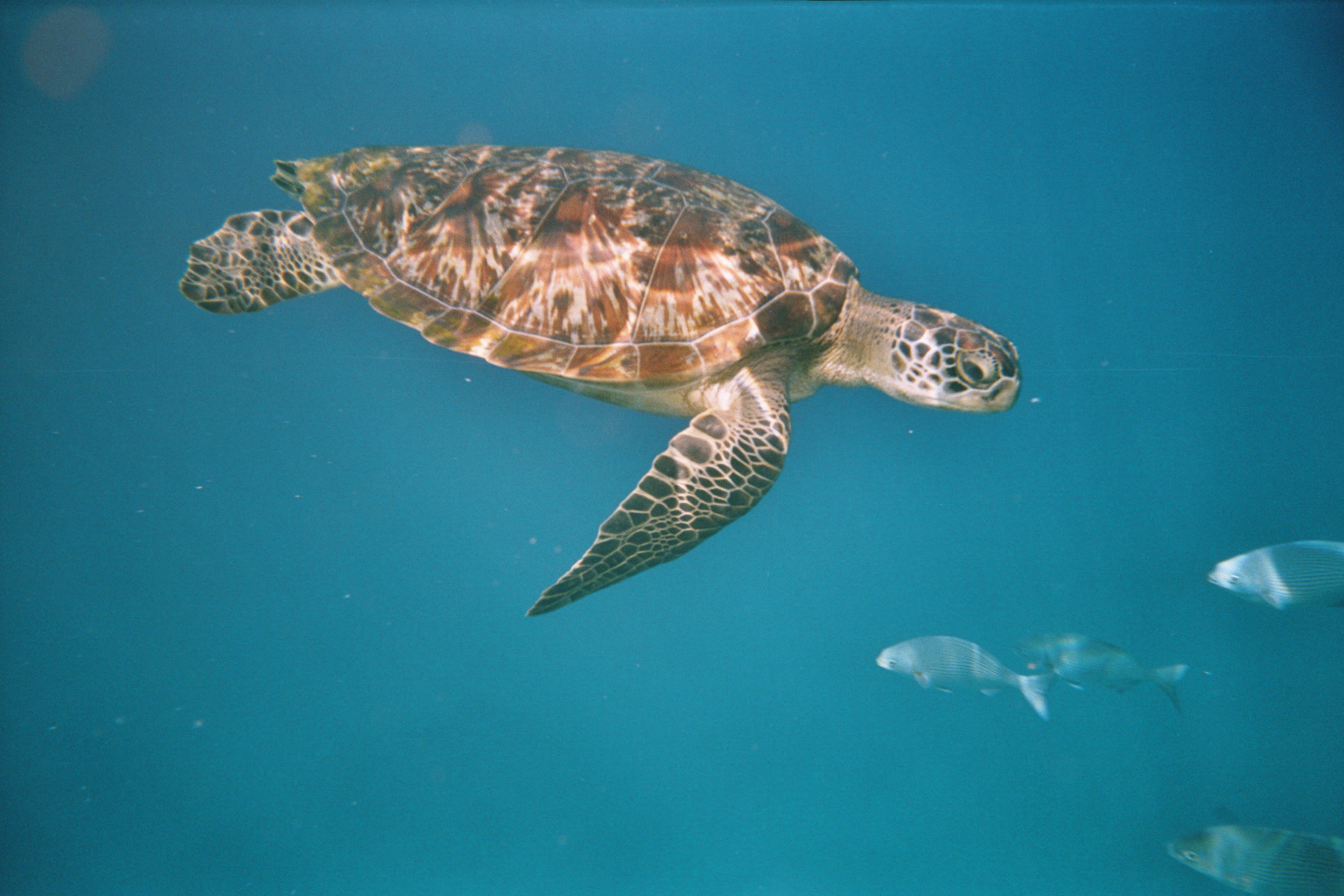
سلحفاة خضراء في المحيط.

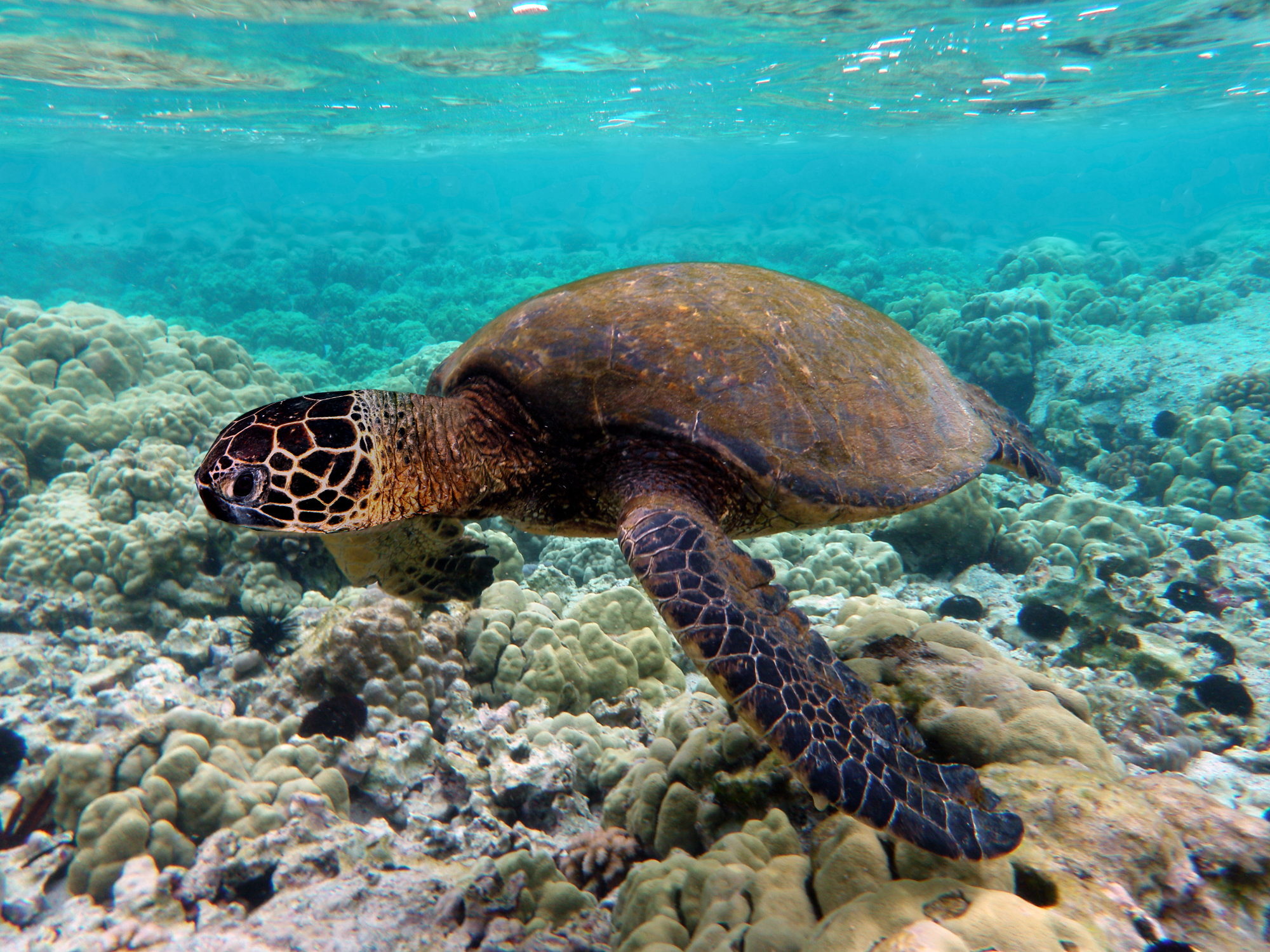
سلحفاة بحرية خضراء تسبح فوق شعاب مرجانية في هاواي.

- في العقود الأخيرة، السلاحف البحرية قد انتقلت من الاستغلال غير المقيد إلى الحماية العالمية من دول منفردة توفر الحماية الإضافية، على الرغم من تهديدات خطيرة لا تزال بلا هوادة. وقد أدرجت مرتين في القائمة الحمراء للحيوانات المهددة بالأنقراض.

## وصلات خارجية
- الحيوان البري في البلاد العربية من الموسوعة العربية العالمية